# Kolan
Kolan ist eine Gemeinde in Kroatien in der Gespanschaft Zadar.

## Lage und Einwohner
Kolan liegt im Herzen der Insel Pag. Sie ist die einzige Siedlung im Landesinneren der Insel. Zur Gemeinde Kolan zählt neben dem namensgebenden Ort Kolan (379 Einwohner) noch das Dorf Mandre mit 395 Einwohnern und der Weiler Kolanjski Gajac mit 17 Bewohnern, die beide an der Küste liegen. Von Kolan aus kann man den höchsten Berg der Insel, den Sveti Vid (348 m), besteigen.

## Spezialität
Bekannt ist Kolan vor allem durch den Pager Käse. Dieser reine Schafskäse wird traditionell als Vorspeise benutzt. Die Milch für diesen besonderen Käse stammt von einer freilebenden, kleinwüchsigen Schafart, die auf den Bergflächen der Insel gezüchtet wird. Stürme bringen auf diese Bergflächen Salz. Dieses Salz wird zusammen mit dem Salbei und der Strohblume, aus dem vor allem das Fressen der Schafe besteht, verzehrt und gibt das unverkennbare Aroma. Der junge Käse ist zwischen Ende des Winters und Frühjahrsbeginn erhältlich. Dieser ist sanfter und leichter. Der alte Käse ist dagegen wegen seiner Nachfrage rar gesät. Der alte Käse ist hart und man benutzt ihn vorwiegend zum Kochen.

## Einzelnachweise

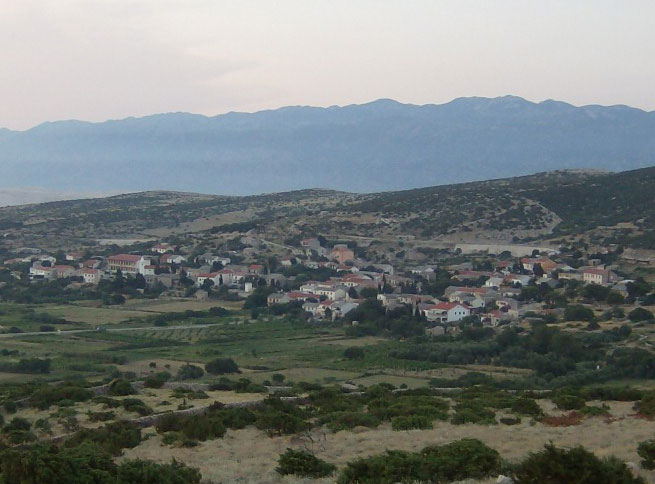
Panorama